# Durchgangsmelder
Ein Durchgangsmelder wird eingesetzt, um bemerkbar zu machen, dass eine Person durch eine Tür geht oder einen Raum betritt.

## Verwendung
Das häufigste Einsatzgebiet sind Läden, bei denen der Eingang nicht die gesamte Öffnungszeit über unter den Augen der Verkäufer steht. Durch das Signalgeräusch informiert, kann der Verkäufer dann zum Kunden gehen, damit dieser sich nicht allein gelassen vorkommt oder unbemerkt etwas stehlen kann.

## Formen
Bei elektrischer Ausführung kann die Sensorik durch eine Lichtschranke, einen Bewegungsmelder oder einen Türkontakt (so an der Tür angebrachter elektrischer Kontakt, dass er beim Öffnen von der Tür betätigt wird) übernommen werden. Dadurch wird ein Signal (z. B. elektronischer Gong oder Klingel) ausgelöst.
Ebenso kann rein mechanisch signalisiert werden: Die Bewegung der Tür wird verwendet, um ein Geräusch zu erzeugen. Beispielsweise kann eine Glocke über der Tür befestigt sein, die über einen beim Öffnen von der Tür gestreiften Hebel angeschlagen wird. Einen ähnlichen Zweck erfüllen Röhrenglocken. Die rein mechanischen Varianten haben den Vorteil, dass sie auch ohne Strom funktionieren, mitunter kann aber mit etwas Geschick durch langsames und vorsichtiges Öffnen der Tür das Geräusch auch vermieden werden, so dass die Sicherung vor unbefugtem Betreten nicht unbedingt gegeben ist.

## Töne
Mechanische Ausführungen verwenden meist Glocken als Tongeber. Bei der elektrischen Variante ist die Art des Signals vielfältig.